# Stanisław Czaban
Stanisław Czaban (ur. 1 maja 1948) – polski inżynier, dr hab., profesor zwyczajny i dyrektor Instytutu Inżynierii Środowiska Wydziału Inżynierii Kształtowania Środowiska i Geodezji Uniwersytetu Przyrodniczego we Wrocławiu.

## Życiorys
Ukończył technikum. Po studiach rozpoczął pracę w Instytucie Budownictwa Wodnego i Ziemnego Akademii Rolniczej we Wrocławiu, gdzie w latach 1991-2017 pełnił funkcję dyrektora tego Instytutu.
W 1977 obronił pracę doktorską, następnie w 1987 uzyskał stopień doktora habilitowanego. 26 stycznia 1999  nadano mu tytuł profesora w zakresie nauk rolniczych. Objął funkcję profesora zwyczajnego i dyrektora w Instytucie Inżynierii Środowiska na Wydziale Inżynierii Kształtowania Środowiska i Geodezji Uniwersytetu Przyrodniczego we Wrocławiu.
Jego żona jest z wykształcenia ekonomistą, ma dwie córki Martę i Małgorzatę.